# Национал-демократическая партия Азербайджана
Национал-демократическая партия Азербайджана (азерб. Azərbaycan Milli Demokrat Partiyası; ранее известная как партия «Серые волки») — политическая партия Азербайджана. 
Являлась отделением организации «Серые Волки» в Азербайджане. Лидер партии Искандер Гамидов занимал пост министра внутренних дел Азербайджана в период с 26 мая 1992 по 16 апреля 1993. Партия была запрещена в 1995 году,  Гамидов был заключён в тюрьму. Некоторое время спустя партия вновь продолжила деятельность. Партия известна своими заявлениями, касательно того, что Карабахский конфликт может быть решён только силовым методом.
Партия опубликовала заявление о своём роспуске 14 апреля 2023 года.